# Shimabara (Nagasaki)
Shimabara (島原市 -shi) é uma cidade japonesa localizada na província de Nagasaki.
Em 2003 a cidade tinha uma população estimada em 39 138 habitantes e uma densidade populacional de 660,78 h/km². Tem uma área total de 59,23 km².
Recebeu o estatuto de cidade a 1 de Abril de 1940.